# Arno Preis
Arno Preis (Forquilhinha, 1934 – 15 de fevereiro de 1972) foi um militante do movimento de esquerda contra a ditadura militar brasileira. 
Participou da ANL (Aliança Nacional Libertadora) e da MOLIPO (Movimento de Libertação Popular). Foi assassinado pelo regime em 1972. É um dos casos investigados pela Comissão da Verdade, um colegiado organizado pelo governo do Brasil para apurar mortes e desaparecimentos ocorridos durante a ditadura militar brasileira. 

## Biografia
Arno era o oitavo entre os treze filhos do casal Edmundo e Paulina Preis. Descendente de alemães, nasceu no município de Forquilhinha, no estado de Santa Catarina.  Estudou em seminários dos padres franciscanos e, em São Paulo, formou-se em direito pela Universidade de São Paulo (USP).
Desistiu do sacerdócio pouco antes da ordenação, e passou a sonhar com a carreira de diplomata. Aplicado aos estudos, Arno era poliglota: falava doze idiomas - entre eles o grego, latim, romeno, alemão, russo e japonês. Da língua japonesa para o português fez a tradução de três livros: Kamikaze, Cruz Vermelha e Iwo Jima. 
Em 1962 concluiu o curso de direito sem, no entanto, atuar efetivamente na profissão. Nessa época, Preis se mantinha com a ajuda da família e o dinheiro de traduções de livros. Ficou noivo de Helena Mirabelli, estudante da USP, mas a relação foi interrompida com as circunstâncias da vida na clandestinidade, consequência da militância política da época. 
“Pretendia ele prestar concurso no Itamarati e seguir a carreira diplomática. Vocacionado para uma carreira de diálogos e negociações, acabou por empunhar armas e morrer em cidade do interior de Goiás. Tomados de indignação cívica, centenas de jovens dobraram as folhas de seus livros, uniram-se a pessoas de outras origens que também deixaram suas rotinas e foram enfrentar o sacrifício. Muitos, o martírio.” Depoimento de Ivo Sooma, advogado e amigo de Arno Preis.

## Militância
Há indícios da participação de Arno nas chamadas ações de expropriações da ANL durante a fase de formação da organização. Em 1968 participou das operações de assalto ao trem pagador da Estrada de  Ferro Santos-Jundiaí e o carro pagador da Massey-Fergusson, na Zona Oeste da cidade de São Paulo.
Em 1969, segundo os arquivos da repressão, Preis passou a comandar o Grupo Tático Armado (GTA) da ANL. Quando foi identificado pelo regime, saiu do Brasil e viajou à Cuba, onde passou pelo treinamento de guerrilha e integrou o III Exército da ANL. 
Voltou ao Brasil em 1971, como militante do Movimento de Libertação Popular (MOLIPO), e começou a operar na região do Araguaia, onde a organização planejava montar uma base revolucionária. 

## Morte
Em 1972 foi executado em uma ação conjunta de policias do Batalhão de Goiás e do DOPS. Foi assassinado com tiros e perfurações feita à faca ou baioneta, e depois enterrado como indigente. 
A morte do guerrilheiro foi divulgada semanas depois pelo jornal Folha de S.Paulo, no dia  22 de março daquele ano. Segundo essa versão, no dia 15 de março, Arno estaria no Bar São José, sede do Clube Social de Paraíso do Norte, quando teria sido abordado por agentes da repressão. 
O policial Luzimar Machado pediu a ele para que se identificasse, Arno lhe informou o seu codinome: Patrick McBurdy Cormick. Assim feito, o militante perguntou sobre algum lugar para dormir, secundado que havia um a dois quilômetros, apontando para um outro homem, que seria o motorista de seu táxi, Luzimar. na sequência, Luzimar questionou Arno para que lhe mostrasse o seu porte de armas, pois teria dado indícios de que estava armado. Negado o pedido, os policiais solicitaram que Arno os acompanhasse à Delegacia de Polícia. Após isso, Arno sacou a arma e disparou em direção aos policiais e correu para um terreno baldio, próximo aonde estavam.
Outro policial, Benedito Luiz Paiva, do DOPS de Goiás, em depoimento prestado, admitiu que acertou um tiro em Arno, na perna para exatidão. E que, após isso encontram ele se escondendo atrás de uma árvore. 
Todos os policiais que falaram sobre o ocorrido confirmaram tal versão, de que Arno havia sido morto a tiros, após ser cercado por agentes. 
O depoimento de um amigo de Arno, Ivo Sooma, diz que Arno atirou no policial para se defender, depois que o mesmo havia sacado a arma para ele. Depois de correr, foi acertado na perna por Benedito, outro policial que se encontrava no local que também havia sido atingido por Arno. 
O laudo da necropsia, registrado em seu nome falso: Patrick McBurdy Cormick, apresenta rasamente a causa da morte como consequência de "hemorragia interna, possivelmente produzida por projétil de arma de fogo". Mesmo sendo genérico, indica que Arno não tenha morrido em tiroteio, sendo que haviam inúmeros cortes e perfurações, causadas provavelmente por facas e baionetas. 
A versão oficial, depois desmentida pelo laudo da necropsia, dizia que “ao ser abordado pelas forças policiais, reagiu a tiros”. 
O corpo de Arno Preis só foi encontrado em 1993. Os restos mortais foram exumados no Cemitério de Tocantins e levados para o Instituto Médico Legal (IML) de Brasília, onde foram identificados. Depois de vinte e dois anos, em 1994, o corpo de Arno foi sepultado e enterrado pela família em Forquilhinha, cidade onde nasceu.
Logo após a descoberta dos restos mortais de Arno, a Comissão Especial sobre Mortos e Desaparecidos (CEMDP), pediu a presença do perito CElso Nevevê, cujo fez um laudo sobre o caso. Tal pesquisa deu ainda mais força a suspeita de que o jovem não estaria morto quando foi imobilizado e perfurado por instrumentos cortantes. 
Tempo depois, o nome do coronel do Exército, Lício Augusto Ribeiro Maciel, foi relacionado ao caso, isto após declarações do jornalista Luiz Maklouf Carvalho. Tais afirmações ajudaram na quebra da versão oficial da morte com tiroteio causado pelo encontro com agentes. 
Maklouf, na época, entrou em contato com até então ministro Nilmário Miranda, e apresentou trechos da entrevista feita com o coronel, a qual confirma que Arno havia sido eliminado no momento em que estava acuado às margens da rodovia. 
Pelo fato de Arno não ter se entregado, ele foi alvejado pelos agentes que, com a ajuda de faróis de caminhões, puderam clarear a área para que o militante não escapasse. 
O corpo foi dado no mesmo dia de sua morte, ao coveiro Milton Gomes, que trabalhava no cemitério de Paraíso do Norte. Milton recebeu o corpo sem identificação nem atestado de óbito e lhe sugeriram que o enterrasse de qualquer jeito e de imediato, pois se tratava de um "porco". 
De acordo com Milton, dez dias após esse acontecimento, o cemitério foi cercado por diversos policiais. Eles lhe deram ordem para que o cadáver fosse retirado e que amputassem suas mãos, o que foi confirmado na exumação, posteriormente. A ação do coveiro foi decisiva para que, em 1993, 21 anos depois, Ivo Sooma com ajuda da Comissão de Familiares Mortos e Desaparecidos Políticos e da Comissão de Representação Externa da Câmara Federal, encontrassem os restos mortais de Arno. A partir disso, foram feitas a identificação de ossada e exumação, sendo a primeira feita pelo Instituto Médico-Legal do Distrito Federal, que afirmou ser Arno. 
Houve, em 5 de agosto de 2014, audiência pública sobre o caso de Arno, além de outros militantes políticos mortos e desaparecidos, feita pela Comissão Estadual da Verdade Tereza Urban, do Estado do Paraná.
Na época Arno havia sido sepultado no cemintério de Paraíso de Tocantins, no estado de Tocantins. Quando houve a descoberta de sua ossada e restos mortais, o enterraram, no dia 3 de maio de 1994, em Forquilhinha, Estado de Santa Catarina, cidade natal de Arno. 
A Comissão Nacional da Verdade achou documentos que deram ainda mais ênfase ao fato da perseguição e, posteriormente, execução de Arno Preis. Tal documento, o qual foi produzido pela agência de Brasília do Serviço de Nacional de Informações (SNI), datado de 2 de maio de 1972, quase três meses depois do assassinato de Arno, tratava-se da "Operação Ilha", que tinha como objetivo "localizar e desbaratar núcleos terroristas instalados no Norte do Estado de Goiás". Mesmo o referido documento não mencionando o nome de Arno, ele clareia a operação de perseguição realizada na parte Norte de Goiás. 
Documentos oficiais do Departamento de Ordem Social e Político de São Paulo (DOPS-SP) mostram na época havia um integrante infiltrado dentro da Molipo. Um dos fatos que comprova tal acontecimento foram as diversas mortes e prisões de militantes de tal organização, a partir de novembro de 1971. Outro demonstrativo foi a presença constante de diferentes organizações da repressão no local. 

## Homenagem
Em 31 de outubro de 2013, os estudantes do curso de direito da Faculdade Max Planck em Indaiatuba (SP) fundaram seu centro acadêmico, o qual foi batizado como Centro Acadêmico Arno Preis, em homenagem por sua militância no movimento estudantil no Largo de São Francisco e na luta contra a ditadura militar.